# Filippo Cordova
Pour les articles homonymes, voir Cordova.
Filippo Cordova né le 1er mai 1811 à Aidone, dans la province d'Enna, en Sicile) et mort le 16 septembre 1868, à l'âge de 57 ans est une personnalité politique du royaume d'Italie, héros ayant participé à la libération et au rattachement du royaume des Deux-Siciles à l'Italie.
Filippo Cordova est député au parlement de Sicile, ministre des finances de 1848 à 1849, ministre de l'agriculture (1861-1862 et 1866-1867) et ministre de la justice (1862, 1867) du royaume d'Italie.

## Biographie
Filippo Cordova, fils de Don Francesco et de Giuseppina Cordova, descendants d'une famille noble espagnole "Don Juan de Córdoba y Aguilar de Cataluña". Il fait ses études à l'université de Catane (Sicile), où il obtient un diplôme de droit le 3 juin 1830. En 1831, il se rend à Palerme pour travailler à l'étude de l'éminent juriste Agnetta.
En 1838, il effectue un voyage en Belgique, Suisse, et en France pour parfaire ses connaissances, où il participe au congrès scientifique de Clermont-Ferrand. De retour de France en 1839, il prend en charge, le dossier des derniers droits féodaux, abolis par la loi du 2 juin 1813 à l'Assemblée parlementaire en 1812.
Introduit par le prince de Canino, il entre en franc-maçonnerie dans la loge Ausonia de Turin, dont l'objectif est l'unité de l'Italie avec Rome pour capitale. Le 1er mars 1862 il est élu grand maître du Grand Orient d'Italie[réf. souhaitée].